# Rivière du Grand Portage Sud-Ouest
Pour les articles homonymes, voir Rivière du Portage.
La rivière du Grand Portage Sud-Ouest est un affluent de rivière du Grand Portage, coulant dans le territoire non organisé de Lac-Ashuapmushuan dans la municipalité régionale de comté (MRC) du Domaine-du-Roy, dans la région administrative de Saguenay–Lac-Saint-Jean, dans la province de Québec, au Canada.
La vallée de la rivière du Grand Portage Sud-Ouest est surtout desservie par la route forestière R0204 qui remonte toute cette vallée et se connecte vers le sud à la route R0406. La route R0204 se connectent vers le nord à la route 167,.
La foresterie (principalement la sylviculture) constitue la principale activité économique de cette vallée; les activités récréotouristiques, en second, principalement à cause de la réserve faunique Ashuapmushuan.

## Géographie
La rivière du Grand Portage Sud-Ouest tire sa source du lac Hary (longueur: 0,7 km; altitude: 569 m).
Cette source est située en zone montagneuse dans le territoire non organisé de Lac-Ashuapmushuan, à:
- 0,4 km à l'est de la route forestière R024;
- 5,5 km à l'est du cours de la rivière du Grand Portage;
- 27 km au sud-ouest de l'ancienne gare Frigon du chemin de fer du Canadien National;
- 41,3 km au sud-ouest du cours de la rivière Ashuapmushuan[2].

À partir de l'embouchure du lac Hary, la rivière du Grand Portage Sud-Ouest coule sur 17,7 km avec une dénivellation de 139 m, entièrement en zone forestière, selon les segments suivants:
- 7,8 km vers le nord, notamment en traversant le lac Odile (longueur: 3,5 km de forme allongée, comportant deux élargissements; altitude: 561 m), jusqu'à un coude de rivière;
- 2,9 km vers l'est en passant du côté nord d'une montagne dont le sommet atteint 640 m, jusqu'à la décharge (venant du sud) d'un ensemble de lacs;
- 7,0 km vers le nord d'abord dans une vallée parfois encaissée, en recueillant un ruisseau (venant du sud-est) et un autre ruisseau (venant de l'est), en formant quelques grands serpentins irréguliers, et en coupant la route forestière R0204 en fin de segment, jusqu'à son embouchure[2].

La rivière du Grande Portage Sud-Ouest se déverse sur la rive sud de la rivière du Grand Portage. Cette confluence est située à:
- 13,5 km au sud-est de l'embouchure de la rivière du Grand Portage;
- 32,0 km au sud-ouest de l'embouchure de la rivière Chigoubiche;
- 80,1 km à l'ouest du centre-ville de Saint-Félicien[2].

À partir de l’embouchure de la rivière du Grand Portage Sud-Ouest, le courant descend successivement le cours de la rivière du Grand Portage sur 24,8 km, le cours de la rivière Chigoubiche sur 46,2 km, le cours de la rivière Ashuapmushuan sur 59,8 km, puis traverse le lac Saint-Jean vers l'est sur 41,1 km (soit sa pleine longueur), emprunte le cours de la rivière Saguenay via la Petite Décharge sur 172,3 km vers l'est jusqu'à Tadoussac où il conflue avec l’estuaire du Saint-Laurent.

## Toponymie
Le toponyme « rivière du Grand Portage Sud-Ouest » a été officialisé le 5 décembre 1968 à la Banque des noms de lieux de la Commission de toponymie du Québec.